# Communes de la province de Novare
- Haut – A
- B
- C
- D
- E
- F
- G
- H
- I
- J
- K
- L
- M
- N
- O
- P
- Q
- R
- S
- T
- U
- V
- W
- X
- Y
- Z

## A
- Agrate Conturbia
- Ameno
- Armeno
- Arona

- Haut – A
- B
- C
- D
- E
- F
- G
- H
- I
- J
- K
- L
- M
- N
- O
- P
- Q
- R
- S
- T
- U
- V
- W
- X
- Y
- Z

## B
- Barengo
- Bellinzago Novarese
- Biandrate
- Boca
- Bogogno
- Bolzano Novarese
- Borgo Ticino
- Borgolavezzaro
- Borgomanero
- Briga Novarese
- Briona

- Haut – A
- B
- C
- D
- E
- F
- G
- H
- I
- J
- K
- L
- M
- N
- O
- P
- Q
- R
- S
- T
- U
- V
- W
- X
- Y
- Z

## C
- Caltignaga
- Cameri
- Carpignano Sesia
- Casalbeltrame
- Casaleggio Novara
- Casalino
- Casalvolone
- Castellazzo Novarese
- Castelletto sopra Ticino
- Cavaglietto
- Cavaglio d'Agogna
- Cavallirio
- Cerano
- Colazza
- Comignago
- Cressa
- Cureggio

- Haut – A
- B
- C
- D
- E
- F
- G
- H
- I
- J
- K
- L
- M
- N
- O
- P
- Q
- R
- S
- T
- U
- V
- W
- X
- Y
- Z

## D
- Divignano
- Dormelletto

- Haut – A
- B
- C
- D
- E
- F
- G
- H
- I
- J
- K
- L
- M
- N
- O
- P
- Q
- R
- S
- T
- U
- V
- W
- X
- Y
- Z

## F
- Fara Novarese
- Fontaneto d'Agogna

- Haut – A
- B
- C
- D
- E
- F
- G
- H
- I
- J
- K
- L
- M
- N
- O
- P
- Q
- R
- S
- T
- U
- V
- W
- X
- Y
- Z

## G
- Galliate
- Garbagna Novarese
- Gargallo
- Gattico
- Ghemme
- Gozzano
- Granozzo con Monticello
- Grignasco

- Haut – A
- B
- C
- D
- E
- F
- G
- H
- I
- J
- K
- L
- M
- N
- O
- P
- Q
- R
- S
- T
- U
- V
- W
- X
- Y
- Z

## I
- Invorio

- Haut – A
- B
- C
- D
- E
- F
- G
- H
- I
- J
- K
- L
- M
- N
- O
- P
- Q
- R
- S
- T
- U
- V
- W
- X
- Y
- Z

## L
- Landiona
- Lesa

- Haut – A
- B
- C
- D
- E
- F
- G
- H
- I
- J
- K
- L
- M
- N
- O
- P
- Q
- R
- S
- T
- U
- V
- W
- X
- Y
- Z

## M
- Maggiora
- Mandello Vitta
- Marano Ticino
- Massino Visconti
- Meina
- Mezzomerico
- Miasino
- Momo

- Haut – A
- B
- C
- D
- E
- F
- G
- H
- I
- J
- K
- L
- M
- N
- O
- P
- Q
- R
- S
- T
- U
- V
- W
- X
- Y
- Z

## N
- Nebbiuno
- Nibbiola
- Novare

- Haut – A
- B
- C
- D
- E
- F
- G
- H
- I
- J
- K
- L
- M
- N
- O
- P
- Q
- R
- S
- T
- U
- V
- W
- X
- Y
- Z

## O
- Oleggio
- Oleggio Castello
- Orta San Giulio

- Haut – A
- B
- C
- D
- E
- F
- G
- H
- I
- J
- K
- L
- M
- N
- O
- P
- Q
- R
- S
- T
- U
- V
- W
- X
- Y
- Z

## P
- Paruzzaro
- Pella
- Pettenasco
- Pisano
- Pogno
- Pombia
- Prato Sesia

- Haut – A
- B
- C
- D
- E
- F
- G
- H
- I
- J
- K
- L
- M
- N
- O
- P
- Q
- R
- S
- T
- U
- V
- W
- X
- Y
- Z

## R
- Recetto
- Romagnano Sesia
- Romentino

- Haut – A
- B
- C
- D
- E
- F
- G
- H
- I
- J
- K
- L
- M
- N
- O
- P
- Q
- R
- S
- T
- U
- V
- W
- X
- Y
- Z

## S
- San Maurizio d'Opaglio
- San Nazzaro Sesia
- San Pietro Mosezzo
- Sillavengo
- Sizzano
- Soriso
- Sozzago
- Suno

- Haut – A
- B
- C
- D
- E
- F
- G
- H
- I
- J
- K
- L
- M
- N
- O
- P
- Q
- R
- S
- T
- U
- V
- W
- X
- Y
- Z

## T
- Terdobbiate
- Tornaco
- Trecate

- Haut – A
- B
- C
- D
- E
- F
- G
- H
- I
- J
- K
- L
- M
- N
- O
- P
- Q
- R
- S
- T
- U
- V
- W
- X
- Y
- Z

## V
- Vaprio d'Agogna
- Varallo Pombia
- Veruno
- Vespolate
- Vicolungo
- Vinzaglio

- Haut – A
- B
- C
- D
- E
- F
- G
- H
- I
- J
- K
- L
- M
- N
- O
- P
- Q
- R
- S
- T
- U
- V
- W
- X
- Y
- Z